# Cantó d'Homécourt
El cantó d'Homécourt és un cantó francès del departament de Meurthe i Mosel·la, situat al districte de Briey. Té 9 municipis i el cap és Homécourt.

## Municipis
- Auboué
- Batilly
- Hatrize
- Homécourt
- Jouaville
- Moineville
- Moutiers
- Saint-Ail
- Valleroy

## Història
| Data d'elecció                           | Identitat           | Partit | Qualitat |
| ---------------------------------------- | ------------------- | ------ | -------- |
| 1973-1985                                | Yolande Bertrand    | PCF    |          |
| 1985-                                    | Jean-Pierre Minella | PCF    |          |
| les dades anteriors no són pas conegudes |                     |        |          |
|                                          |                     |        |          |

## Demografia
| A partir de 1990: Població sense dobles comptes |